# Thio (Benin)
Thio ist eine Stadt und ein Arrondissement im Departement Collines im westafrikanischen Staat Benin. Es ist eine Verwaltungseinheit, die der Gerichtsbarkeit der Kommune Glazoué untersteht. Die Fernstraße RNIE2/RNIE5 führt durch die südliche Hälfte der Stadt und führt in östlicher Richtung in die Kommune Savé sowie in westlicher Richtung nach Glazoué.

## Demografie und Verwaltung
Gemäß der Volkszählung 2013 des beninischen Statistikamtes INSAE hatte das Arrondissement 11.947 Einwohner, davon waren 5922 männlich und 6025 weiblich.
Von den 68 Dörfern und Quartieren der Kommune Glazoué entfallen elf auf Thio:
1. Abéssouhoué
2. Agouagon
3. Agouagon-Gnonnougbo
4. Akomyan
5. Assromihoué
6. Béthel
7. Dokoundji
8. Hlassoé
9. Hoco
10. Kpassali
11. Riffo